# Сан-Патришио (округ)
Округ Сан-Патришио (англ. San Patricio county) — округ штата Техас Соединённых Штатов Америки. На 2000 год в нем проживало 67 249 человек. По оценке бюро переписи населения США в 2009 году население округа составляло 68 223 человек. Окружным центром является город Синтон.

## История
Округ Сан-Патришио был сформирован в 1846 году. Он был назван по названию муниципалитета Сан-Патрисио в Мексике.

## География
По данным бюро переписи населения США площадь округа Сан-Патришио составляет 1831 км², из которых 1791 км² — суша, а 40 км² — водная поверхность (2,18 %).

### Основные шоссе
- Федеральная автострада 37
- Автострада 77
- Автострада 181
- Автострада 188

### Соседние округа
- Би  (север)
- Рефухио  (север)
- Арансас  (северо-восток)
- Нуэсес  (юг)
- Джим-Уэлс  (юго-запад)
- Лайв-Ок  (северо-запад)